# Raphael Lanz
Raphael Lanz (* 27. Juni 1968) ist ein Schweizer Politiker (SVP), Grossrat Kanton Bern und seit 2011 Thuner Stadtpräsident.

## Leben und Wirken
Lanz ist promovierter Jurist, Anwalt und Fürsprecher. Seit 2014 ist er Mitglied des Grossen Rats des Kantons Bern. Des Weiteren amtet er u. a. als Vorstandsmitglied der SVP Kanton Bern und sitzt im Vorstand des Schweizerischen Städteverbands, in der Geschäftsleitung der Volkswirtschaft Berner Oberland und im Vorstand der SVP Stadt Thun.
Am 27. November 2022 wurde Lanz für eine vierte Amtszeit als Thuner Stadtpräsident gewählt.
Vor seiner Wahl zum Stadtpräsidenten war er in der Wissenschaft, als selbständiger Anwalt und in verschiedenen Funktionen in der Justiz tätig, zuletzt während acht Jahren als Gerichtspräsident in Thun.
Im Januar 2025 hat er angekündigt, 2026 für die Nachfolge des zurücktretenden Regierungsrats Christoph Neuhaus zu kandidieren.
Lanz ist verheiratet. In seiner Freizeit liest er besonders gerne Krimis, kocht und betreibt Sport.